# Cerynea veterata
Cerynea veterata är en fjärilsart som beskrevs av Pierre E.L. Viette 1961. Cerynea veterata ingår i släktet Cerynea och familjen nattflyn. Inga underarter finns listade i Catalogue of Life.